# Helina rotundiceps
Helina rotundiceps är en tvåvingeart som beskrevs av Fritz Isidore van Emden 1951. Helina rotundiceps ingår i släktet Helina och familjen husflugor. Inga underarter finns listade i Catalogue of Life.